# Apsley House
Apsley House är en historisk byggnad (townhouse) i Westminster i London. Den är belägen vid Hyde Park Corner och kallades förr Number One, London eftersom det var den första byggnaden resenärer från väster såg när de kom in i staden efter att ha passerat stadsportarna. Ett annat namn är Wellington Museum eftersom den idag nyttjas som konstmuseum och hyser de så kallade Wellington Collection. 
Apsley House uppfördes 1771–1778 av arkitekten Robert Adam för Henry Bathurst, 2:e earl Bathurst som vid tiden betitlades Lord Apsley. Stilen var nyklassicistisk och fasaden var ursprungligen utförd i rött tegel. År 1807 förvärvades huset av Richard Wellesley, 1:e markis Wellesley som 1817 överlät det till sin yngre bror Arthur Wellesley, hertig av Wellington, mest känd för segern över Napoleon i slaget vid Waterloo 1815. Denne uppdrog åt Benjamin Dean Wyatt(en) och hans bror Philip Wyatt(en) att renovera och utvidga huset 1828–1829. Vid ombyggnaden tillkom stenfasaden och portiken med de korintiska kolonnerna samt Waterloo Gallery där sedan 1828 en årlig bankett hålls till minne av slaget. Ytterligare ombyggnader utfördes av Philip Hardwick(en) 1853. Huset har tre våningar och sju fönster i bredd.
Gerald Wellesley, 7:e hertig av Wellington överlät 1947 Apsley House till brittiska staten men familjen förfogar fortfarande över ungefär hälften av rummen. Apsley House öppnades 1952 för allmänheten som museum. 

## Wellington Collection
Samlingen består huvudsakligen av målningar, inklusive 83 verk som tidigare fanns i den spanska kungens samling i Palacio del Buen Retiro men stals under Napoleonkrigen av Joseph Bonaparte. Denne besegrades dock av Wellington som senare erbjöds målningarna av Ferdinand VII av Spanien. Konstsamlingen består också av möbler, skulpturer, porslin, silversmide samt militaria med anknytning till Wellington själv. 

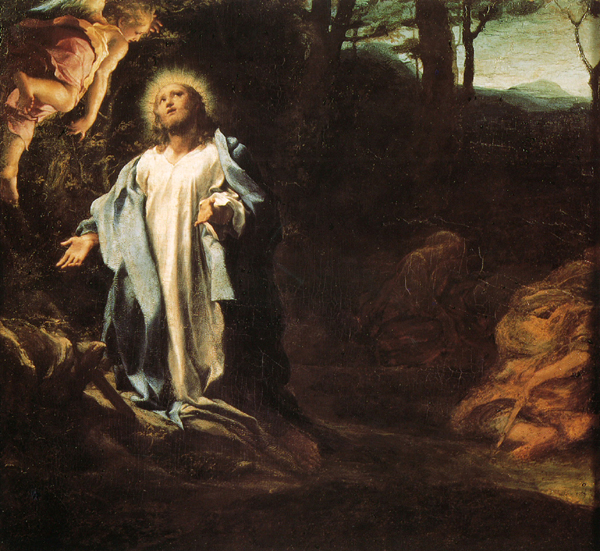
Kristus i Getsemane (1524) av Correggio.
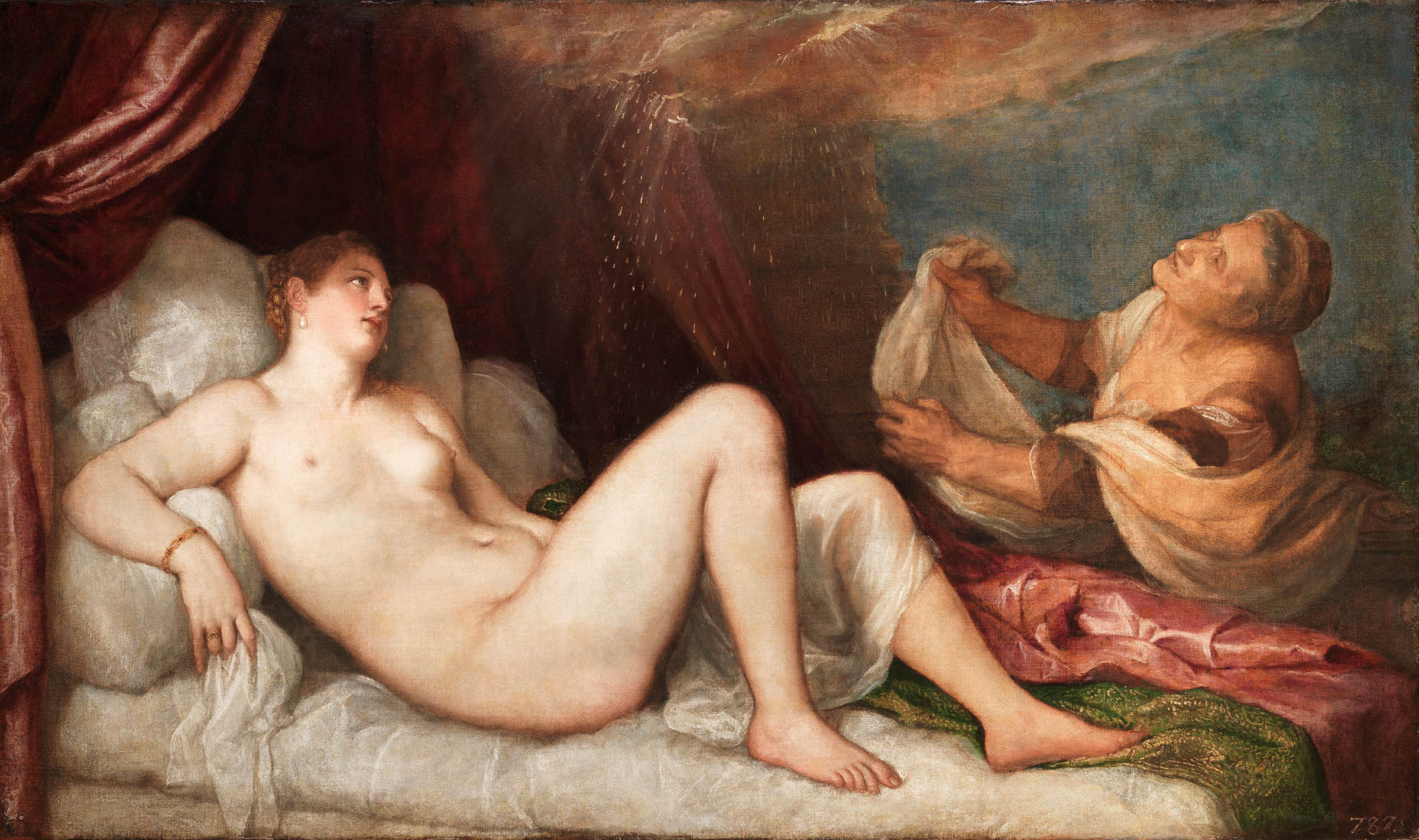
Danaë (cirka 1553) av Tizian.
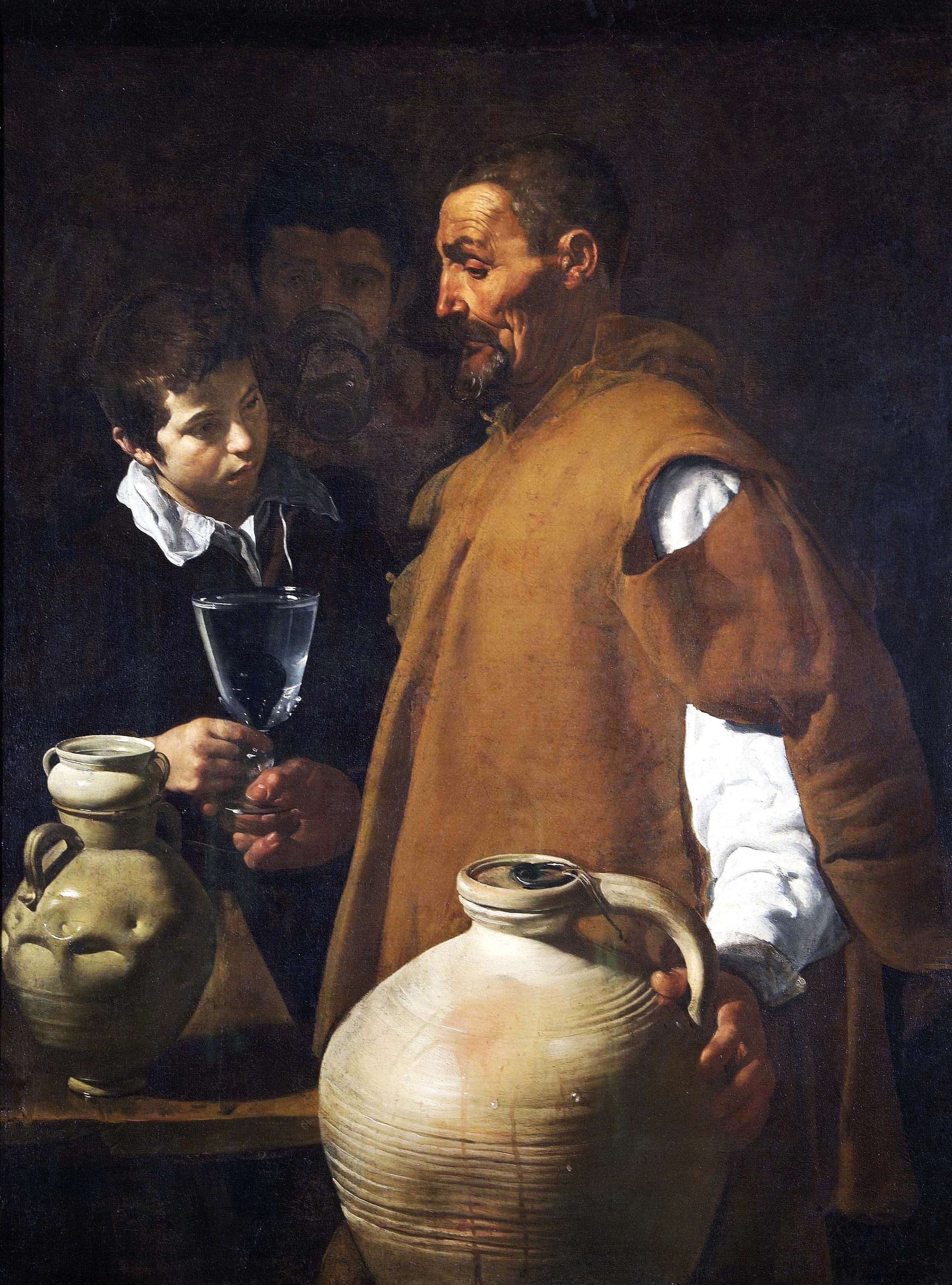
Vattenbäraren i Sevilla (cirka 1620) av Diego Velázquez.
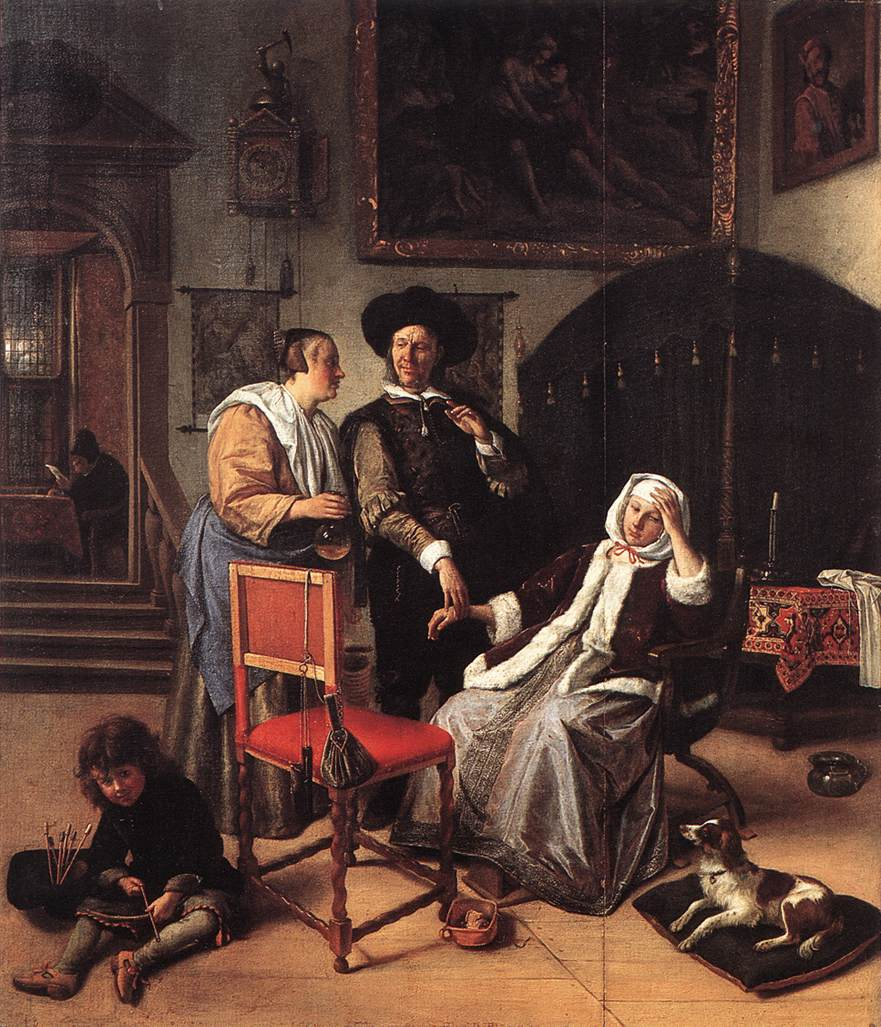
Läkarbesök (cirka 1660–1662) av Jan Steen.
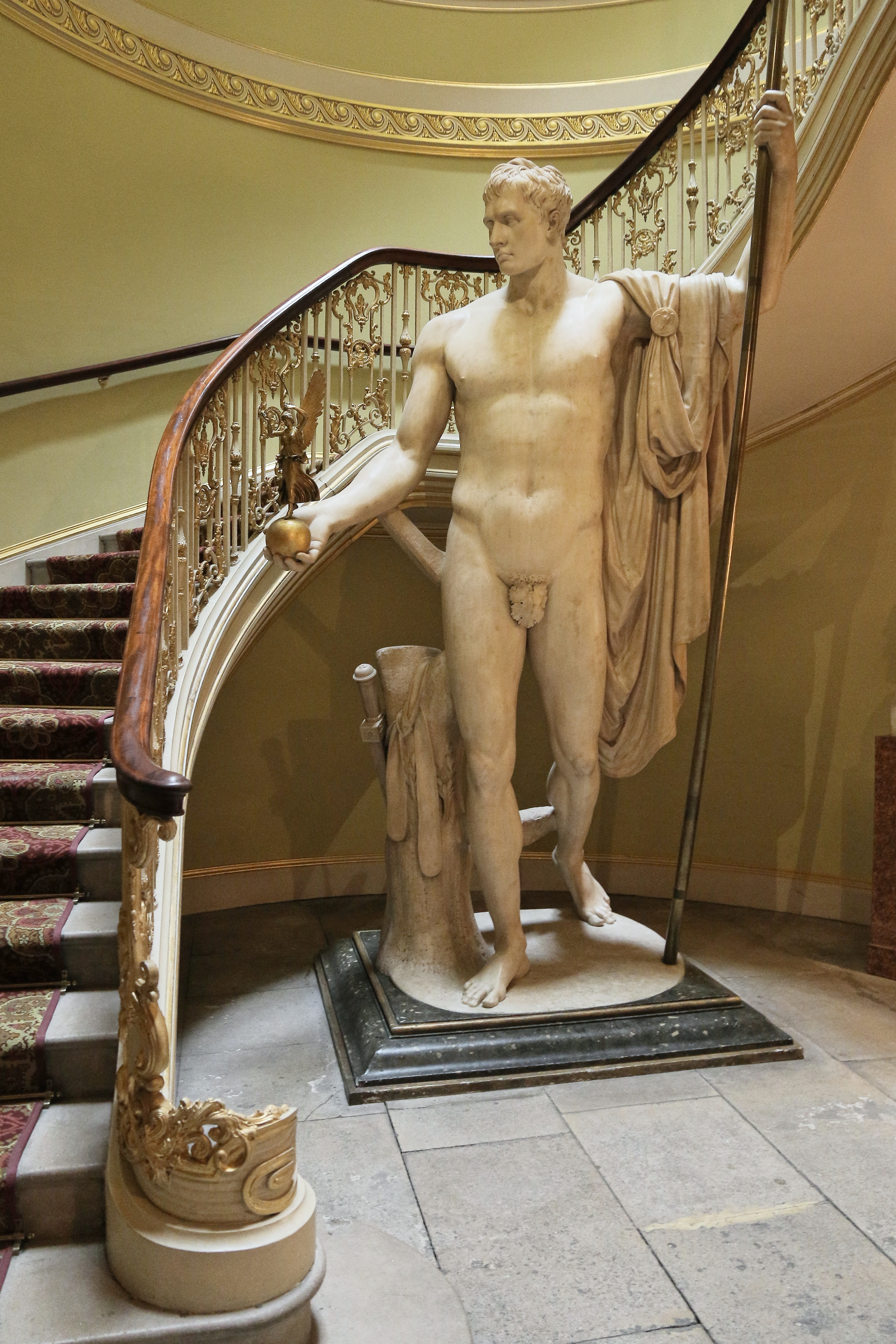
Napoleon som Mars fredsskaparen (1802–1806) av Antonio Canova.